# 达奥内
达奥内（義大利語：Daone），是意大利特伦托自治省的一个市镇。总面积158平方公里，人口605人，人口密度3.8人/平方公里（2009年）。ISTAT代码为022072。

## 友好城市
- 義大利阿尔维亚诺 2002年